# تومباد
تومباد هو فيلم رعب هندي إنتاج 2018 من إخراج راهي أنيل بارف وبطولة سوهيم شاه،تم عرض الفيلم في الهند في 12 أكتوبر 2018.

## نبذه
على مشارف قرية متداعية تدعى تومباد، يعيش فيناياك، وهو رجل مهووس بكنز أسلافه الأسطوري. يشك في أن سر الكنز محفوظ لدى جدته الأولى، وهي ساحرة ملعونة تنام لقرون. وحينما يفلح في مواجهتها أخيرًا، تضعه وجها لوجه أمام حارس الكنز، وهو إله شرير خائب. ما يبدأ مع عدد قليل من العملات الذهبية، يتعاظم بسرعة إلى تهور ولهفة وشهوة أزلية.

## روابط خارجية
تومباد على موقع IMDb (الإنجليزية)
- تومباد على موقع روتن توميتوز (الإنجليزية)
- تومباد على موقع قاعدة بيانات الفيلم (الإنجليزية)
- تومباد على موقع ليتربوكسد (الإنجليزية)
- تومباد على موقع كينوبويسك (الروسية)